# Гонсалу Грегоріу
Гонсалу Грегоріу (порт. Gonçalo Gregório; нар. 14 червня 1995, Лісабон) — португальський футболіст, нападник вірменського клубу «Ноах». Відомий за виступами у низці клубів, переважно португаських.

## Ігрова кар'єра
Уродженець Лісабону Гонсалу є вихованцем юнацьких клубів «Ештуріл», «Белененсеш» та «Віторія» (Сетубал). 
У дорослому футболі Грегоріу дебютував 2014 року виступами за команду «Лореш» на умовах оренди, надалі захищав кольори клубу «Каза Піа» також на умовах оренди.
У червні 2016 року Гонсалу підписав контракт з клубом Другої ліги «Лейшойш». 31 липня дебютував в основному складі. 2 січня 2017 року на правах оренди перейшов до команди «Фаренсе».
31 травня 2017 року, Грегоріу підписав контракт з клубом «Вілафранкенсе». Наступного року він повернувся до клубу «Каза Піа».
31 січня 2019 року нападник перейшов до клубу «Пасуш-де-Феррейра». 2 липня на правах оренди перейшов до команди «Брага Б».
24 серпня 2020 року, португалець підписав дворічний контракт із польським клубом «Заглемб'є» (Сосновець).
З 2021 по 2023 роки Гонсалу захищав кольори команди «Уніан Лейрія».
1 липня 2023 року, португалець уклав дворічну угоду з румунським клубом «Динамо» (Бухарест). 22 липня 2023 року збав свій перший гол у дербі проти ФКСБ. Після завершення сезону 2023–24 португалець залишив команду.
Наразі захищає кольори вірменського клубу «Ноах».

## Нагороди та досягнення
«Пасуш-де-Феррейра»
- ЛігаПро: 2018–19

«Уніан Лейрія»
- Ліга 3: 2022–23

Індивідуальні
- Найкращий бомбардир вірменської Прем'єр-ліги: 2024–25 (20 голів)